# ميكي سوتون
ميكي سوتون (بالإنجليزية: Mickey Sutton)‏ هو لاعب كرة قدم أمريكية أمريكي، ولد في 17 يوليو 1943 في موبيل في الولايات المتحدة.

## وصلات خارجية
- ميكي سوتون على موقع مرجع كرة القدم المحترفة.كوم (الإنجليزية)